# Pyinmana
Pyinmana (tiếng Miến Điện: ပျဉ်းမနားမြို့; MLCTS: pyanymna: mrui., phát âm [pjìɴmná mjo̰]; dân số ước tính năm 2006 là 100.000 người) là một thành phố có ngành mía đường và gỗ ở trung tâm Vùng Mandalay của Myanmar. Thủ đô mới của Myanmar Naypyidaw cách thành phố này 3,2 km về phía tây. Thành phố Pyinmana cách Yangon 200 dặm Anh về phía bắc.